# Jemen na Plażowych Igrzyskach Azjatyckich 2012
Jemen na III Plażowych Igrzyskach Azjatyckich w 2012 roku reprezentowało czterech zawodników. Wszyscy startowali w siatkówce plażowej. Był to trzeci start reprezentacji Jemenu na plażowych igrzyskach azjatyckich.

## Siatkówka plażowa
Jemen w siatkówce plażowej reprezentowały dwie pary zawodników. Obydwie pary zajęły drugie miejsca w swoich grupach, jednakże nie były one premiowane awansem do 1/16 finału (awansowali jedynie zwycięzcy grup), przez co jemeńscy siatkarze plażowi zakończyli swój udział w igrzyskach na fazie grupowej.
| Konkurencja      | Zawodnicy          | Faza eliminacyjna                         | Faza eliminacyjna                           | 1/16 finału | Ćwierćfinał | Półfinał | Finał |
| Konkurencja      | Zawodnicy          | Mecz I                                    | Mecz II                                     | 1/16 finału | Ćwierćfinał | Półfinał | Finał |
| ---------------- | ------------------ | ----------------------------------------- | ------------------------------------------- | ----------- | ----------- | -------- | ----- |
| Turniej mężczyzn | Al-Awlaqi Al-Galal | Aryal / Magar W 2-1 (18-21, 21-17, 15-12) | Al-Housni / Al-Balushi P 0-2 (19-21, 13-21) | NQ          | NQ          | NQ       | NQ    |
| Turniej mężczyzn | Mahfoudh Mohammed  | Taing / Lim W 2-0 (21-19, 21-17)          | Pollueang / Toyam P 0-2 (19-21, 17-21)      | NQ          | NQ          | NQ       | NQ    |